# Bolanthus thessalus
Bolanthus thessalus là loài thực vật có hoa thuộc họ Cẩm chướng. Loài này được (Jaub. & Spach) Barkoudah mô tả khoa học đầu tiên năm 1962.